# Уалид Набхан
Уалид Набхан (на малтийски: Walid Nabhan) е малтийски писател, преводач, поет, автор на произведения в жанровете драма, лирика и автобиография.

## Биография и творчество
Уалид Набхан е роден през 1966 г. в Аман, Йордания, в семейство на бежанци, избягали от дома си в малкото село Ал Кабебе близо до Хеброн, Палестина, по време на Накба – Палестинското изселване през 1948 г. по време на Арабско-израелската война. Получава основното си образование в училищата на Организацията на обединените нации в Аман. Премества се в Малта през 1990 г., където изучава лабораторни технологии. През 1998 г. завършва биомедицински науки в Бристълския университет. През 2003 г. получава магистърска степен по правата на човека и демократизацията в Малтийския университет.
Първият му сборник с разкази Lura d-Dar u ġrajjet oħra li ma ġrawx” (Вкъщи и други приказки, които никога не са се случвали) е публикувана на малтийски език през 2009 г.
Първият му роман „Изселване на щъркели“ е издаден през 2013 г. Автобиографичният му роман разказва от първо лице историята за палестинеца Набил, който прекарва целия си живот извън родината. Израстването му е свързано със съдбата на Палестина и целия арабски свят, преминава в опити да намери обяснение за развоя на събитията в Близкия изток. Действието се развива предимно в Йордания и в Малта, където отива по волята на съдбата. Основните теми в романа са идентичността и изгнанието, любовта и съхраняването на семейството, в много трудни времена. Книгата получава Националната награда за литература на Малта през 2014 г. а през 2017 г. книгата получава наградата за литература на Европейския съюз.
Неговата поезия и разкази са публикувани в няколко антологии. Първият му поетичен сборник „Fi Triqti Lejha“ (В пътища до него) е издаден през 2014 г.
Прави преводи на малтийски автори от малтийски на арабски език. Автор е на няколко литературни материали, включително книги за исляма и арабската култура, и на статии срещу религиозния фундаментализъм.
Той се обявява против изграждането на втора джамия в Малта, тъй като това би довело до разцеплението между неголямата мюсюлманска общност на джамията Мариам Ал Батул и мюсюлманската общност на мюсюлманския съвет в Малта. Също обявява, че молитвите, организирани от Малтийския мюсюлмански съвет, ръководен от Бадер Зейна, са форма на ислямски фундаментализъм.
Уалид Набхан живее със семейството си във Валета.

## Произведения

### Самостоятелни романи
- L-Eżodu taċ-Ċikonji (2013) – награда на Малта за литература и награда за литература на Европейския съюз
Изселване на щъркели, изд.: ИК „Парадокс“, София (2020), прев. Михаил Вапирев
- L-Iżvijati (2017)

### Сборници
- Lura d-dar u ġrajjiet oħra li ma ġrawx (2009)
- Leħen tal-Fuħħar u Stejjer Oħra (2012)

### Поезия
- Fi Triqti Lejha (2014)

### Екранизации
- 2018 Il-Komplici – късометражен, история